# Metropolitana di Lilla
La metropolitana di Lilla (in francese Métro de Lille) è il sistema di trasporto rapido ferroviario della città di Lilla, in Francia, inaugurato il 25 aprile 1983. È una metropolitana automatica, che utilizza il sistema VAL. I treni sono larghi solo due metri e lunghi 26 (due carrozze unite), e sono a pneumatici. Ci sono 60 stazioni, che arrivano quasi fino al confine con il Belgio. Le banchine sono lunghe 52 metri, e ogni carrozza può trasportare 156 passeggeri.

## Rete
La rete metropolitana si compone attualmente di due linee:
| Linea  | Percorso                             | Percorso        | Inaugurazione e ultima estensione | Lunghezza (km) | Stazioni | Tempo di percorrenza |
| Linea  | Inizio                               | Fine            | Inaugurazione e ultima estensione | Lunghezza (km) | Stazioni | Tempo di percorrenza |
| ------ | ------------------------------------ | --------------- | --------------------------------- | -------------- | -------- | -------------------- |
|        | Quatre Cantons - Stade Pierre-Mauroy | CHU - Eurasanté | 1983 - 1984                       | 12,5 km        | 18       | 22 min               |
|        | Saint-Philibert                      | CH Dron         | 1989 - 2000                       | 31,1 km        | 44       | 55 min               |
| Totale | Totale                               | Totale          | Totale                            | 43,7 km        | 60       | —                    |

## Storia
La costruzione è iniziata nel 1978, e la prima linea fu inaugurata il 25 aprile 1983, tra le stazioni 4 Cantons e République. L'anno successivo, il 2 maggio 1984 fu aperta l'intera Linea 1, lunga 13,5 km, 8,5 dei quali sotterranei. La metropolitana collega la stazione C.H.R. B Calmette a Lilla con 4 Cantons a Villeneuve d'Ascq attraverso la stazione di Lilla Fiandre, con 18 stazioni. Oltre a Lille e Villeneuve d'Ascq la linea 1 attraversa anche Hellemmes. Ogni stazione possiede le porte scorrevoli di sicurezza tra la banchina e il treno.
La Linea 2 è stata inaugurata il 3 aprile 1989, e raggiunse C.H. Dron, presso il confine belga, il 27 ottobre 2000. La linea è lunga 32 km con 41 stazioni.

## Informazioni
La metropolitana effettua il servizio dalle 5:00 del mattino fino a mezzanotte, con treni ogni 1,5 - 4 minuti (1 minuto nelle ore di punta), e ogni 6 - 8 minuti la mattina presto e la sera. La domenica la frequenza va dai 4 ai 6 minuti. La tariffa singola costa 1,40 euro. Dal 2005 è stato introdotto un nuovo tipo di biglietto, detto Zap del costo di 70 centesimi e valido solo per percorrere tre fermate di metropolitana (quattro se si comprende quella di partenza). Durante occasioni speciali il servizio può essere prolungato di alcune ore dopo la mezzanotte, come durante la Festa della musica, o addirittura può durare tutta la notte, come durante lo svolgimento della Braderie di Lilla. In tali occasioni sono proposti biglietti scontati per incentivare l'ingresso in città con i mezzi e disincentivare l'uso dell'automobile.